# Miasto Komiža
Miasto Komiža (chorw. Grad Komiža) – jednostka administracyjna w Chorwacji, w żupanii splicko-dalmatyńskiej. W 2011 roku liczyła 1526 mieszkańców.